# Булацель, Павел Фёдорович
Па́вел Фёдорович Булаце́ль (29 июня [11 июля] 1867, имение Малая Николаевка, Екатеринославская губерния — 18 февраля 1919, Петроград) — русский юрист, адвокат, общественный деятель, журналист. Придерживался националистических взглядов.

## Биография
Представитель известного дворянского рода, дед был полковником лейб-гвардии Кавалергардского полка, отец — уездным предводителем дворянства.
Окончил Императорское Училище правоведения, работал присяжным поверенным, занимался научной работой. Сотрудничал с рядом газет («Свет», «Юридическая газета», «Россия»). Активный участник монархического движения, один из создателей Союза русского народа, член его Главного Совета (1905—1907). Член Русского собрания (с 1904), член Совета Русского собрания (1908—1917). Редактор центрального печатного органа СРН — газеты «Русское знамя».
В 1905 году в числе других руководителей СРН был принят Николаем II, перед которым произнёс речь, в частности, он сказал: «Как дневной свет ненавистен кротам, так самодержавие ненавистно врагам России. Оно их обессиливает, а потому раздражает. Они понимают, что доколе будет существовать Самодержавие, дотоле Россия не распадётся! Не верьте, государь, тому, кого выдвигают масоны и кто опирается только на инородцев! Обопритесь на русских людей, и врата ада не одолеют Русского Государя, окружённого своим народом».

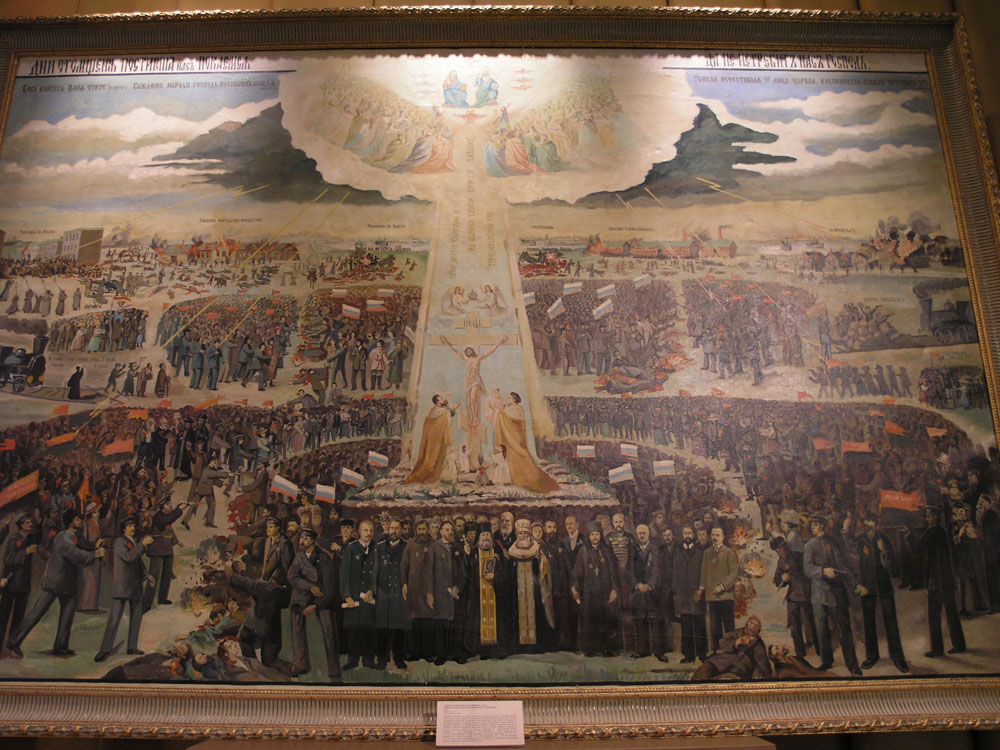
Картина «Дни отмщения постигоша нас... покаемся да не истребит нас Господь», 1905—1907 год, предположительно авторство Майков, Аполлон Аполлонович (его изображение присутствует на картине). Государственный музей истории религии. На картине, по-видимому, рукой автора надписано: «Ныне по примеру ангелов защищают Царскую власть от бесов главные учредители Союза Русского Народа: 1 — игумен Арсений; 2 — протоиерей Иоанн; 3 — А. Дубровин; 4 — И. Баранов; 5 — В. Пуришкевич; 6 — Н. Ознобишин; 7 — В. Грингмут; 8 — князь Щербатов; 9 — П. Булацель; 10 — Р. Трегубов; 11 — Н. Жеденов; 12 — Н. Большаков; 13 — о. Илиодор. В священных книгах сказано, что когда люди уклонялись в идолопоклонство, Бог истреблял их».

В 1905 году вместе с художником Аполлоном Майковым основал «Союз русского народа» (СРН).
Будучи известным адвокатом, был главным защитником членов черносотенных монархических организаций в судах. В частности, в 1909 году на деле о «черносотенном» Томском погроме (1905) заявил: «Если в Томске принято называть жидов евреями, я подчиняюсь.»
Был членом правления Союза правой русской печати, председателем Екатеринославского отдела СРН, членом Русского Народного Союза имени Михаила Архангела (из которого был исключён в 1916 году за германофильские воззрения, он выступил против британских требований привлечь германского императора Вильгельма II к суду за военные преступления), членом Всероссийского Филаретовского общества народного образования.
Последовательно выдвигался кандидатом в Первую, Вторую, Третью и Четвёртую Государственные думы Российской империи, но депутатом ни разу избран не был.
В 1915 году основал журнал «Российский гражданин».
После февральской революции Булацель отошёл от политики и уехал в своё имение. После октябрьской революции Павел Федорович остался в России. 29 сентября 1918 года он был арестован ЧК и объявлен заложником. Четыре с половиной месяца он томился в тюрьме. Поскольку после Февральской революции он не принимал никакого участия в политике, чекистам было не в чем его обвинить, и в вину ему было поставлено то, что он «раньше работал в монархических организациях, являлся одним из основателей „Союза Русского Народа“. Как адвокат выступал во всех процессах, в которых монархические деятели могли оказаться запятнанными». Хотя даже чекисты вынуждены были признать, что «во время революции о его деятельности ничего не известно». Расстрелян в Петрограде 18 февраля 1919 г.
Был женат на Эльзе Августовне, урождённой Витаскода (1877—1917), дочери рижского дантиста.
Архив П. Ф. Булацеля хранится в РГИА (номер фонда 1621).

## Сочинения
- Булацель П. Ф. Исследования о самовольной смерти : Ист. очерк филос. воззрений и законодательств о самоубийстве / П.Ф. Булацель. - Ревель : печ. Эстлянд. губ. правл., 1894. - 208, XI с.; 21.
- Булацель П. Ф. Самоубийство с древнейших времен до наших дней. Ист. очерк филос. воззрений и законодательств о самоубийстве. Изд. 2-е. — СПб., 1900
- Булацель П. Ф. Новые пути правосудия // Русское знамя. 1907. 14 янв.
- Булацель П. Ф. Борьба за правду / Павел Булацель. - Санкт-Петербург : [б. и.], 1908-1912. - 24 см. [Т. 1]. - 1908. - VI, III, 338 c.
- Булацель П. Ф. Борьба за правду / Павел Булацель. - Санкт-Петербург : [б. и.], 1908-1912. - 24 см. Т. 2. - 1912. - 152 c., [1] л. портр.
- Булацель П. Ф. Русское Собрание. 1901—1911. Краткий очерк // Вестник Русского Собрания. 1911. N 5